# Sainte-Eanne
Sainte-Eanne – miejscowość i gmina we Francji, w regionie Nowa Akwitania, w departamencie Deux-Sèvres.
Według danych na rok 1990 gminę zamieszkiwało 627 osób, a gęstość zaludnienia wynosiła 45 osób/km² (wśród 1467 gmin regionu Poitou-Charentes Sainte-Eanne plasuje się na 474. miejscu pod względem liczby ludności, natomiast pod względem powierzchni na miejscu 637.).